# Rodney Linares
Rodney Linares (Brooklyn, Nueva York, 7 de agosto de  1977) es un entrenador dominicano-estadounidense de los Tampa Bay Rays de las Grandes Ligas (MLB. Linares jugó como jugador de cuadro en el nivel de novato de las ligas menores de béisbol en 1997 y 1998. 
Lanzaba y bateaba con la mano derecha, medía 1,80 m (5 pies y 11 pulgadas) de altura y pesaba 82 kg (180 libras). 

## Carrera
Se convirtió en entrenador e instructor de los Astros de Houston a la edad de 21 años en 1999, y pasó dos décadas en la organización de los Astros como entrenador de bateo y gerente de ligas menores. Es hijo de Julio Linares, miembro de la organización de Houston desde 1973 como entrenador, manager, ojeador de asignaciones especiales y oficial clave para las operaciones del club en República Dominicana. Julio también pasó tres años (1994–96) como entrenador de los Astros de la MLB.
Después de convertirse en gerente de la organización Astro en 2007, Rodney Linares supervisó el desarrollo de jugadores como José Altuve, Alex Bregman, Carlos Correa J.D. Martínez y George Springer. In 2018, he managed the Triple-A Fresno Grizzlies En 2018, dirigió a los Fresno Grizzlies de Triple-A con un 82–57, primer puesto en la División del Pacífico Norte de la Liga de la Costa del Pacífico ; llevó a los Grizzlies a la segunda ronda de los playoffs de la PCL, donde cayeron ante los Memphis Redbirds. Entre 2012 y 2016, sus equipos clasificaron para los playoffs en cinco temporadas consecutivas, y Linares ganó el premio al Gerente del Año de la Liga de California Avanzada Clase A en 2013 y el premio al Gerente del Año de la Liga de Texas Doble-A en 2015. Su récord de gestión de ligas menores durante 12 temporadas (2007–18) es 762–697 (.522); también ha dirigido clubes en la Liga de Otoño de Arizona y la Liga Dominicana de Invierno. Hace su casa de invierno en San Pedro de Macorís.
Los Rays contrataron a Linares como su entrenador de tercera base en noviembre de 2018. En noviembre de 2022, fue ascendido a entrenador de banca después de que el actual Matt Quatraro fuera contratado como gerente de los Kansas City Royals.